# MIPS-X
Il nome MIPS-X si riferisce sia a un microprocessore che a un set di istruzioni sviluppato dopo il progetto MIPS alla Stanford University dallo stesso team di sviluppo. Il progetto iniziò nel 1984 e l'architettura sviluppata venne presentata in una serie di articoli pubblicati tra il 1986 e il 1987. Diversamente dal progetto MIPS, il progetto MIPS-X non fu mai usato in workstation o personal computer: questo processore è stato usato praticamente solo per applicazioni embedded sviluppate da Integrated Information Technology per applicazioni di video digitale.
Sia come architettura che come set di istruzioni il MIPS-X è molto simile al MIPS-R, ma non è direttamente compatibile con esso. Il processore è sconosciuto al grande pubblico e alla maggior parte dei programmatori, solo alcune compagnie specializzate sviluppano programmi per esso, prevalentemente firmware di lettori DVD. Il processore non è supportato dal GCC e questo ne limita ulteriormente la notorietà e l'utilizzabilità da parte dei programmatori non professionisti. Il MIPS-X viene spesso utilizzato dei lettori DVD nell'unità di decodifica del flusso MPEG 2 e quindi risulta relativamente noto tra gli hacker che modificano i lettori DVD.

## Curiosità
Il processore include un'istruzione chiamata hsc. Hsc è l'acronimo di halt and spontaneously combust (fermati e autodistruggiti), questa istruzione viene eseguita quando il processore rileva una violazione delle sue protezioni interne. L'istruzione fu inserita nel manuale per scherzo secondo le dichiarazioni di Paul Chow, l'autore del manuale. In altri processori questo tipo di istruzioni sono chiamate Halt and Catch Fire.